# Стратоника Сирийская
Стратони́ка (др.-греч. Στρατονίκη), также Стратоника I — македонская аристократка, дочь Деметрия Полиоркета и его жены Филы, внучка Антигона Одноглазого и Антипатра.
Около 300 года до н. э. девушку взял в жёны царь Селевк. Брак носил явный династический характер. Вскоре в молодую мачеху, согласно античным легендам, влюбился старший сын от первого брака и наследник Селевка Антиох. Вынужденный скрывать свои чувства, Антиох заболел. Придворный врач Эрасистрат верно установил причину недуга наследника престола. Благодаря его такту и уму при разговоре с Селевком, царь согласился на довольно неординарный шаг — переженить Стратонику на сыне. Большинство историков скептически относятся к античной легенде, однако не ставят под сомнение факт женитьбы мачехи с пасынком при живом муже. В историографии приведено множество рациональных гипотез этого действия Селевка, а сама история, по мнению историков, является поздней селевкидской пропагандой.
В браке с Селевком Стратоника родила дочь, с Антиохом — двух сыновей и двух дочерей. Вокруг самой Стратоники в государстве Селевкидов возник культ.
Античная легенда об Антиохе и Стратонике нашла широкое отображение в музыке, литературе и живописи Нового времени.

## Биография

### Происхождение. Обстоятельства свадьбы с Селевком I Никатором
Стратоника родилась в семье военачальника и наследника Антигона Деметрия Полиоркета и его жены Филы, которая была дочерью наместника Македонии Антипатра (до 319 года до н. э.) и сестрой правителя (с 317 года до н. э.), а затем царя (с 306 года до н. э.) Македонии Кассандра. Свадьба между 16-летним Деметрием и Филой, которой на момент брака было не менее 30 лет, состоялась не ранее 320 года до н. э. Стратоника была вторым ребёнком в семье и, соответственно, могла родиться не ранее 318 года до н. э. Между 300 и 298 годами до н. э. Стратонику посватал правитель громадного по территории государства в Азии Селевк. На тот момент, после сокрушительного поражения Антигона в битве при Ипсе 301 года до н. э., союз с Селевком для Деметрия казался крайне выгодным. Из громадной державы отца Деметрий сохранил вдасть над Киликией, Кипром, Сидоном и Тиром. Эти хорошо укреплённые локации имели стратегическое значение, так как обладание ими позволило бы в любой удобный момент начать вторжение в державу Селевка. Для Селевка свадьба со Стратоникой давала возможность породниться с наиболее знатными македонскими семьями того времени, тем самым легитимизировав свои притязания на власть в Македонской империи, а также обезопасить границы своих владений. Стратоника была внучкой Антигона, чьи земли были завоёваны Селевком после битвы при Ипсе. Таким образом, свадьба с наследницей бывшего правителя Сирии, Малой Азии и других земель повышала лояльность жителей к новому правителю.
По мнению А. Бребаарта, одним из мотивов Селевка при заключении брака была необходимость иметь наследника-македонянина. Сын Селевка от персиянки Апамы Антиох, по мнению историка, не устраивал греко-македонскую элиту его государства. Данная гипотеза не находит признания в научной литературе.
Получив предложение Селевка, Деметрий с дочерью немедленно отплыли в Азию. Неподалёку от киликийского приморского города Росс состоялась шикарная свадьба. В историографии существует несколько версий относительно того, была ли на момент свадьбы Селевка со Стратоникой жива его первая жена Апама. Византийский историк Иоанн Малала утверждал, что к моменту женитьбы Селевка на Стратонике Апама умерла. Такого же мнения придерживались историки Г. Бенгтсон и Д. Грейнджер. Одновременно, Г. Бентсон не исключал, что на момент свадьбы со Стратоникой Апама была жива. Македоняне практиковали полигамию. Согласно данным эпиграфики, Апаме продолжали оказывать царские почести, о чём свидетельствует посвятительная надпись в Милете 298 года до н. э. Также, в одном из клинописных документов, который датируют самое раннее 290-м годом до н. э., упомянута «царица» Апама вместе с сыном Антиохом. По мнению Е. М. Берзон, это свидетельствует о том, что на тот момент Апама была жива и вместе со своим сыном содействовала строительству храма Бит-Реш в Уруке. Е. М. Берзон указывает, что текст документа клинописной таблички из Урука (YOS 20. 87) был опубликован лишь в 2012 году. Приведенная в нём информация позволяет пересмотреть информацию о жизни Апамы в более ранних научных статьях. Исходя из текста документа, Апама не только была жива на момент его написания, но и продолжала именоваться царицей, если и не как жена Селевка, то как мать Антиоха I.
В браке с Селевком у Стратоники родилась дочь, которую в честь бабки назвали Филой.

### Свадьба с Антиохом I
С именем Стратоники связана легенда, описанная в разных вариациях у Плутарха, Аппиана, Плиния Старшего, Валерия Максима и Лукиана. Согласно ей, старший сын и наследник Селевка Антиох влюбился в мачеху и, «чувствуя себя несчастным, прилагал все усилия к тому, чтобы прогнать страсть, но, в конце концов, пришел к убеждению, что желание его чудовищно, недуг же — неисцелим и, словно обезумев, принялся искать способа покончить с собою». Юноша перестал принимать пищу и выполнять назначения врачей. Придворный врач Эрасистрат догадался о «любовном недуге» наследника престола и, заметив, что у Антиоха учащаются пульс и дыхание, появляются румянец и другие симптомы при приближении Стратоники, определил его причину. Тогда он набрался смелости и обратился к Селевку. Эрасистрат заявил, что ситуация безнадёжная. На уточняющие вопросы царя врач ответил, что Антиох влюблён в его, Эрасистрата, жену. На просьбу пожертвовать супругой ради государственной необходимости, Эрасистрат ответил, что на такую жертву не пошёл бы даже Селевк. Когда царь опроверг слова придворного врача словами: «Ах, дорогой мой, если бы только кто из богов или из людей обратил его страсть в эту сторону! Да ради жизни Антиоха я не пожалел бы и царства!» Лишь после этого Эрасистрат открыл Селевку истинную причину болезни сына. Согласно легенде, Селевк созвал на собрание народ и/или войско, на котором объявил о том, что выдаёт Стратонику замуж за Антиоха, а последнего назначает своим соправителем и отправляет властвовать над Верхними сатрапиями. В изложении Плутарха, Стратоника стала женой Антиоха в приказном порядке; Аппиана — Селевку пришлось долго уговаривать супругу стать женой пасынка. Согласно Валерию Максиму, правильный диагноз недугу Антиоха поставил «астролог Лептин или врач Эрасистрат»; Плинию Старшему — врач Клеомброт.
Решение о выдаче жены царя Стратоники замуж за наследника престола было утверждено на Народном или общевойсковом собрании. По мнению Э. Бикермана, основным фактором принятия соответствующего решения была воля царя, а утверждение народом и/или войском носило формальный характер. Красивая легенда об Антиохе и Стратонике, которую Д. Грейнджер охарактеризовал как «комедию», была, предположительно, создана уже после смерти Селевка, возможно при правлении Антиоха, в пропагандистских целях. Несмотря на недостоверность она имеет явную историческую основу. О позднем времени возникновения легенды косвенно свидетельствует её неупоминание у Диодора Сицилийского и Юстина. Эти авторы использовали при написании своих произведений труд современника Селевка Иеронима Кардийского. Соответственно, отсутствие описания любви Антиоха к молодой мачехе Стратонике у Иеронима свидетельствует о том, что при его жизни такой истории не существовало. Аппиан и Плутарх, напротив, использовали труды Филарха, который писал свои сочинения после смерти Стратоники. С. В. Смирнов отмечал, что согласно Плутарху и Аппиану, Селевк был вынужден уговаривать Антиоха взять в жёны Стратонику. Таким образом, он замыкал линию наследников престола. На момент свадьбы Антиоха и Стратоники её отец стал царём Македонии и обладал сильной армией. Если бы Антиох взял в жёны другую женщину, то Деметрий мог бы на фоне раскола после смерти Селевка начать войну за царство. Селевк уже в силу возраста не мог иметь сыновей от Стратоники. Одновременно, царь дорожил родством с Деметрием и даже назвал дочь в честь его матери. Всё вышеперечисленное, по мнению С. В. Смирнова, привело к такому нестандартному шагу Селевка, который отдал сыну и наследнику свою супругу. Одновременно, историк считал, что во всей этой истории между пасынком и мачехой никакой любви не было. По образному выражению Д. Огдена, экстраординарное решение по передаче своей жены сыну со стороны Селевка предотвратило возможную катастрофу в созданной им державе. В отличие от вышеперечисленных историков, Г. Бенгтсон считал, что брак был заключён по любви. Одновременно, историк подчёркивал чрезмерно романтический стиль истории, который позволяет усомниться в её достоверности. Он отмечал, что на момент свадьбы Антиоха и Стратоники Эрасистрат (родился в 304/303 году до н. э.) был слишком молод, чтобы заниматься лечением наследника царя. История о постановке диагноза «любовной горячки» повторяет легенду об «отце медицины» Гиппократе и наследнике македонского престола Пердикке, который воспылал страстью к наложнице отца Филе.
Впоследствии, когда рациональная основа брака Антиоха и Стратоники стала неактуальной, история обросла мифами и легендами, пропагандистскими штампами, благодаря чему дошла до наших дней в изложении нескольких античных историков.

### После свадьбы с Антиохом
В новом браке Стратоника родила четырёх детей — сыновей Антиоха, который впоследствии стал царём государства Селевкидов, и Селевка, а также дочерей Апаму и Стратонику, которых выдали замуж за Магаса Киренского и Деметрия II Этолийского соответственно. Возможно, у Антиоха были и другие жёны, однако Стратоника оставалась главной супругой царя.
О жизни Стратоники в качестве жены соправителя Селевка, а затем, после 281 года до н. э., царя Антиоха I практически ничего неизвестно. Предположительно, она сопровождала мужа в Верхние сатрапии, куда его направил в качестве своего соправителя Селевк. Согласно данным эпиграфики, она сделала щедрые пожертвования на священный остров Делос, где согласно мифам родились Аполлон и Артемида. За это местные жители установили в её честь статую. Также в Смирне возник культ Афродиты Стратоникийской. Культ Стратоники существовал также на Теосе. Отождествление Стратоники с Артемидой, создание в селевкидской пропаганде параллелей между Селевком и Зевсом, Антиохом и Аполлоном, Стратоникой и Артемидой нашло отображение в нумизматике. Изображение Артемиды стало появляться на монетах Селевкидов. Предположительно, Стратоника была покровительницей храма сирийской богини Атаргатис, которую греки отождествляли с Герой, в Иераполе. Сохранилась надпись «Стратоника, дочь царя Деметрия, посвящает Арсиное, дочери царя Птолемея и царицы Береники». Что именно и по какому поводу преподнесла в подарок Стратоника царице Египта Арсиное II, неизвестно.
Впоследствии союз между Селевком и отцом Стратоники Деметрием Полиоркетом распался. В ходе очередной войны Деметрий попал в плен. Один из его врагов Лисимах предложил Селевку две тысячи талантов, чтобы тот убил своего пленника. Согласно Диодору Сицилийскому, «царь запретил послам не только убеждать его …, но и навлекать на себя то, что осквернит его отношения с человеком, состоящим в брачном союзе с ним». В изложении Плутарха, Деметрий надеялся на освобождение при заступничестве дочери, однако Селевк медлил с этим решением «желая, чтобы оно совершилось милостью Антиоха и Стратоники», то есть после его смерти при новом царе.
С именем Стратоники, кроме истории о свадьбе с умирающим от любви пасынком при живом муже, связано несколько античных легенд и анекдотов. Одна из них касается строительства храма «сирийской богини» в Иераполе. Согласно Лукиану, Стратоника увидела сон, в котором верховная богиня Гера приказала ей построить храм. Антиох не возражал и приставил к жене одного из своих приближённых Комбаба, чтобы тот помог ей построить святилище. Комбаб отличался необыкновенной красотой. Юноша понял, что Стратоника может влюбиться в него. Поэтому перед тем как отправиться в Иераполь, он оскопил себя. Стратоника действительно полюбила Комбаба, и её любовь приняла характер страсти. В конечном итоге, отчаявшись соблазнить Комбаба, Стратоника написала письмо мужу о том, что его помощник хотел её обесчестить. Антиох приказал схватить Комбаба и доставить к своему двору, где тот легко доказал несостоятельность обвинения. Подобные истории в разных вариациях встречаются в фольклоре других народов. Возможно, эта легенда объясняла традицию набирать жрецов храма сирийской богини из евнухов. Данная история, по одной из версий, нашла отображение в «Шахнаме» Фирдоуси при описании биографии Шапура.
Лукиан в своих сочинениях привёл ещё одну анекдотическую историю о Стратонике. После того, как у неё после болезни выпали волосы, царица устроила состязание поэтов в воспевании своей причёски. «Бесстыдные поэты» ответственно подошли к заданию царицы и воспели её «пышные кудри» и «гиацинтовые локоны». Одновременно, согласно античному автору, Стратоника негативно относилась к собственному обожествлению, так как считала, что это «превышает природу всякого человека».
Согласно клинописным Вавилонским хроникам Стратоника умерла в Сардах в 254 или 253 году до н. э. на несколько лет пережив своего второго супруга. После смерти ей продолжали оказывать божественные почести, как минимум до правления внука Стратоники Селевка II.

## В искусстве
— … Помнится, среди картин была одна, самая ваша любимая, от которой вы никак меня не отпускали.
— Верно! Она изображала историю того, как царский сын чахнет от любви к отцовой невесте.
— Картина была не из лучших, и композиция неважная, и колорит неинтересный, и манера крайне вычурная.
— В этом я не разбирался и не разбираюсь до сих пор; меня в картине привлекает содержание, а не искусство,
 … Я глубоко сострадал, как сострадаю и сейчас, юноше, вынужденному замкнуть в себе сладостное желание, лучший из даров природы, укрыть в груди огонь, что мог бы согревать и живить и его и других, а вместо этого нестерпимые муки сжигают тайники его души. Как жаль мне бедняжку, которая должна отдать себя другому, когда сердцем она уже избрала достойный предмет искреннего и чистого влечения.
В отличие от историков, которые зачастую скептически относятся к данным античных авторов, писатели и художники в своих произведениях в разных вариациях описали легенду об обстоятельствах женитьбы Антиоха и Стратоники. С художественной точки зрения легенда имеет три сюжетные линии: о любви пасынка к мачехе; о благородном отце, который уступает жену любимому сыну и наследнику; о прозорливом враче, который благодаря своим уму и находчивости не только поставил правильный диагноз, но и проявил талант дипломата, сумев избежать ненужных жертв. Популярность сюжета в Новое время можно объяснить наличием в нём характерных для барочной и классицистской драмы мотивов — великодушного супруга, который ради сына и порядка в государстве отрекается от любимой жены и семейного счастья; умирающего героя, Антиоха, который не смеет переступить моральные нормы и предаться страсти. Внимание драматургов было зачастую направлено на страдания и душевные терзания главного героя. В 1645 году была посмертно опубликована пьеса Луиша де Камоэнса «Царь Селевк». В 1666 году Н. Минато написал оперу «Селевк», главной сюжетной линией которой была любовь Антиоха к Стратонике. В 1684 году И. Хальман написал драму «Странная отцовская любовь или умирающий от любви Антиох и спасенная от смерти Стратоника». В 1708 году на сцене Гамбургской оперы впервые поставили произведение К. Граупнера и Б. Фейнда «Болезненная любовь, или Антиох и Стратоника».
Упоминание античной истории о царском сыне Антиохе, который влюбился в молодую мачеху, содержится в романе И. Гёте «Годы учения Вильгельма Мейстера».
К сюжету об Антиохе и Стратонике обращались такие известные художники как Бернардино Мей, Адриан ван дер Верф, Элиас ван Нимеген, Бенджамин Уэст, Жак-Луи Давид, Жан Огюст Энгр и др.
|                                                                   | | | |                                                                               |
| «Антиох и Стратоника», ок. 1650. Бернардино Мей Частная коллекция | «Антиох, Селевк и Стратоника», 1720. Адриан ван дер Верф Музей изобразительных искусств, Бордо, Франция | «Антиох и Стратоника», между 1720 и 1750. Элиас ван Нимеген Исторический музей Роттердама, Нидерланды | «Врач Эрасистрат узнаёт о любви Антиоха к Стратонике», 1777. Б. Уэст Бирмингемский художественный музей, Англия | «Стратоника», ок. 1860. Жан Огюст Энгр ,Художественный музей Филадельфии, США |

## Топонимия
Согласно Аппиану, Селевк назвал в честь Стратоники основанный им город Стратоникею в Карии.

### Исследования
- Бенгтсон Г. Правители эпохи эллинизма / Пер. с нем. и предисл. Э. Д. Фролова. — М.: Наука, Главная редакция восточной литературы, 1982. — 391 с. — (По следам исчезнувших культур Востока).
- Берзон Е. М. Царь Антиох I, храм Бит-Реш и эллинистический Урук: комментарий к YOS 20. 87 // История [Электронный ресурс]. — 2023. — Т. 14, вып. 124, № 2. — doi:10.18254/S207987840024623-4.
- Бикерман Э. Гоударство Селевкидов / Пер. с франц. Л. М. Глускиной. — М.: Главная редакция восточной литературы издательства «Наука», 1985. — 264 с.
- Остроумова Н. В. К вопросу о драматургии гамбургской оперы: "Антиох и Стратоника" Х. Граупнера и Б. Файнда // Учёные записки российской академии музыки им. Гнесиных. — 2020. — Вып. 34, № 3. — С. 48—62. — ISSN 2227-9997.
- Сивкина Н. Ю., Гусева А. С. Легенда о Стратонике: политический и религиозный аспект // Исторический журнал: научные исследования. — 2024. — № 5. — С. 163—173. — doi:10.7256/2454-0609.2024.5.71271.
- Смирнов С. В. Первый опыт соправительства в государстве Селевкидов // Вестник древней истории. — М.: Наука, 2009. — Вып. 271, № 4. — С. 159—168.
- Смирнов С. В. Государство Селевка I (политика, экономика, общество). — М.: Русский фонд содействия образованию и науке, 2013. — 344 с. — ISBN 978-5-91244-099-1.
- Breebaart A. B. King Seleucus I, Antiochus, and Stratonice (англ.) // Mnemosyne. Forth Series. — Brill, 1967. — Vol. 20. — P. 154—164. — JSTOR 4429393.
- Carney E. D. Women and Monarchy in Macedonia (англ.). — Norman: University of Oklahoma Press, 2000. — ISBN 0-8061-3212-4.
- Engels D., Erickson K. Apame and Stratonike — Marriage and Legitimacy // Seleukid Royal Women. Creation, Representation and Distortion of Hellenistic Queenship in the Seleucid Empire (англ.) / edited by Altay Coşkun and Alex McAuley. — Stuttgart: Franz Steiner Verlag, 2016. — P. 39—66. — ISBN 978-3-515-11296-3.
- Grainger J. D. Seleukos Nikator (Routledge Revivals): Constructing a Hellenistic Kingdom (англ.). — New York: Routledge, 1990. — 268 p. — ISBN 978-0-415047012.
- Heckel W. Who's Who in the Age of Alexander and his Successors. From Chaironea to Ipsos (338—301 BC) (англ.). — Barnsley: Greenhill Books, 2021. — 554 p. — ISBN 978-1-78438-648-1.
- Macurdy G. H.[англ.]. Hellenistic queens : a study of woman-power in Macedonia, Seleucid, Syria, and Ptolemaic Egypt (англ.) / edited by David M. Robinson. — Westport, Connecticut: Greenwood Press, Publishers, 1975. — (The Johns Hopkins University Studies in Archaeology No. 14). — ISBN 0-8371-8271-9.
- Ogden D. Polygamy, Prostitutes and Death the Hellenistic Dynasties (англ.). — London: Duckworth&Co Ltd., 1999. — ISBN 0715629301.
- Ramsey G. The Diplomacy of Seleukid Women: Apama and Stratonike // Seleukid Royal Women. Creation, Representation and Distortion of Hellenistic Queenship in the Seleucid Empire (англ.) / edited by Altay Coşkun and Alex McAuley. — Stuttgart: Franz Steiner Verlag, 2016. — P. 87—106. — ISBN 978-3-515-11296-3.
- Romm J. Demetrius Sacker of Cities (англ.). — New Haven & London: Yale University Press, 2022. — ISBN 978-0-300-25907-0.
- Shahbazi A. S.[англ.]. Apama 3 // Encyclopædia Iranica (англ.). — 1986. — Vol. II. — P. 150.